# 黃花庭菖蒲
黃花庭菖蒲（学名：Sisyrinchium iridifolium）为鳶尾科庭菖蒲屬下的一个种。